# Steve Lamacq
Steve Lamacq (Londra, 16 ottobre 1964) è un disc jockey, conduttore radiofonico e giornalista britannico.
È noto soprattutto come conduttore di vari programmi radiofonici in onda su BBC Radio 1, BBC Radio 2 e BBC Radio 6 Music.

## Biografia
Nato a Islington, Londra, cresce a Colne Engaine, nell'Essex. Dopo aver studiato giornalismo all'Harlow College, nell'Essex, comincia la carriera giornalistica nella West Essex Gazette.
Giornalista del New Musical Express, inizia l'attività di conduttore radiofonico per alcune radio pirata e per XFM. Nel 1992 fonda un'etichetta discografica con Alan James e Tony Smith, la Deceptive Records. In nove anni di esistenza la casa discografica ingaggia varie band, tra cui gli Elastica.
Dal 1993 al 1997 Lamacq ha presentato The Evening Session con Jo Whiley e poi da solo sino al dicembre 2002, quando il programma fu cancellato.
Dal 1995 al 1997 ha condotto alcune puntate di Top of the Pops su BBC 1, da solo o con la collega DJ Jo Whiley.
Ha lavorato per BBC Radio 2 e attualmente conduce su BBC Radio 6 Music.
È tifoso del Colchester United.